# Naperville

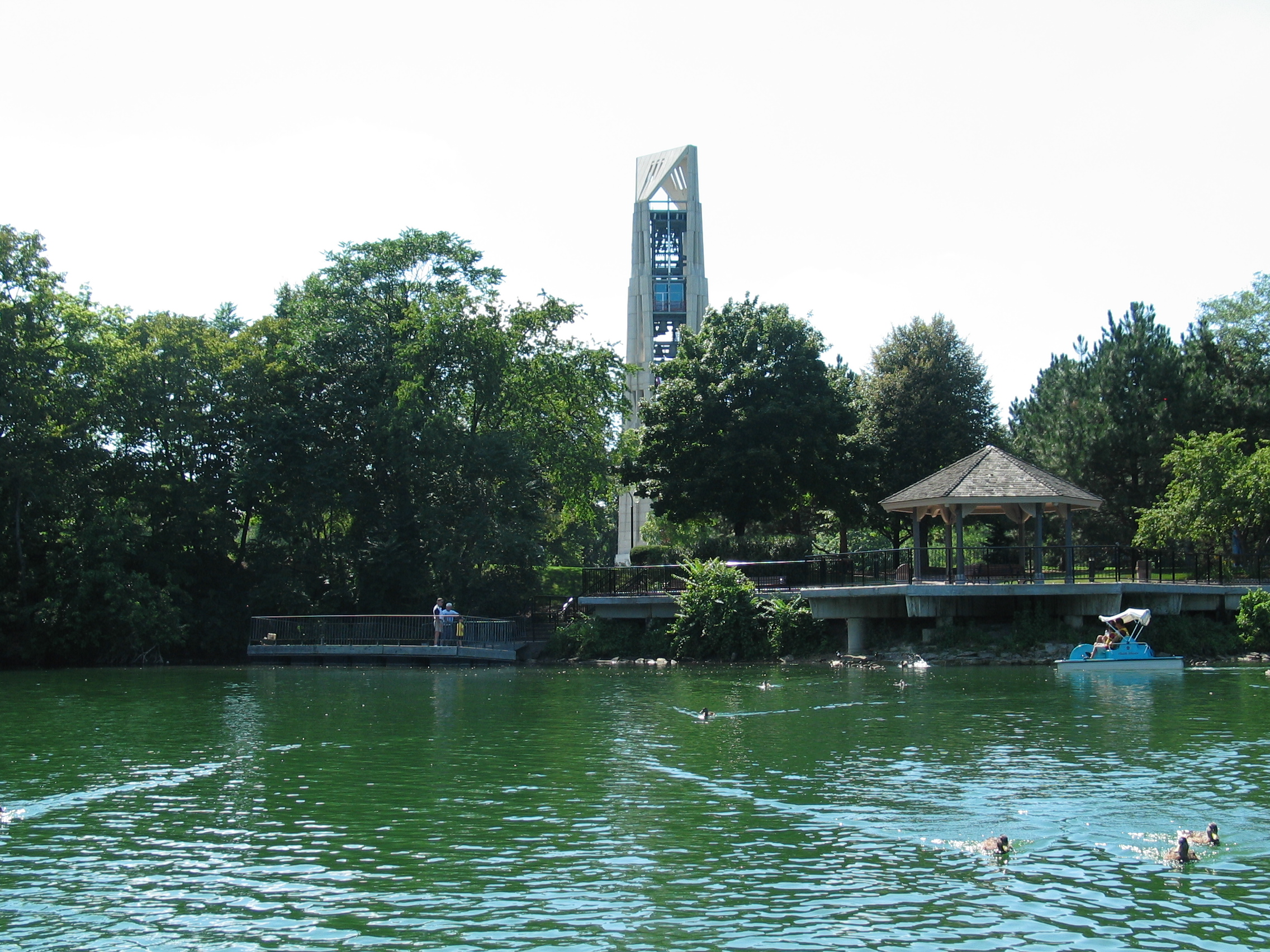
Moser Tower and Millennium Carillon

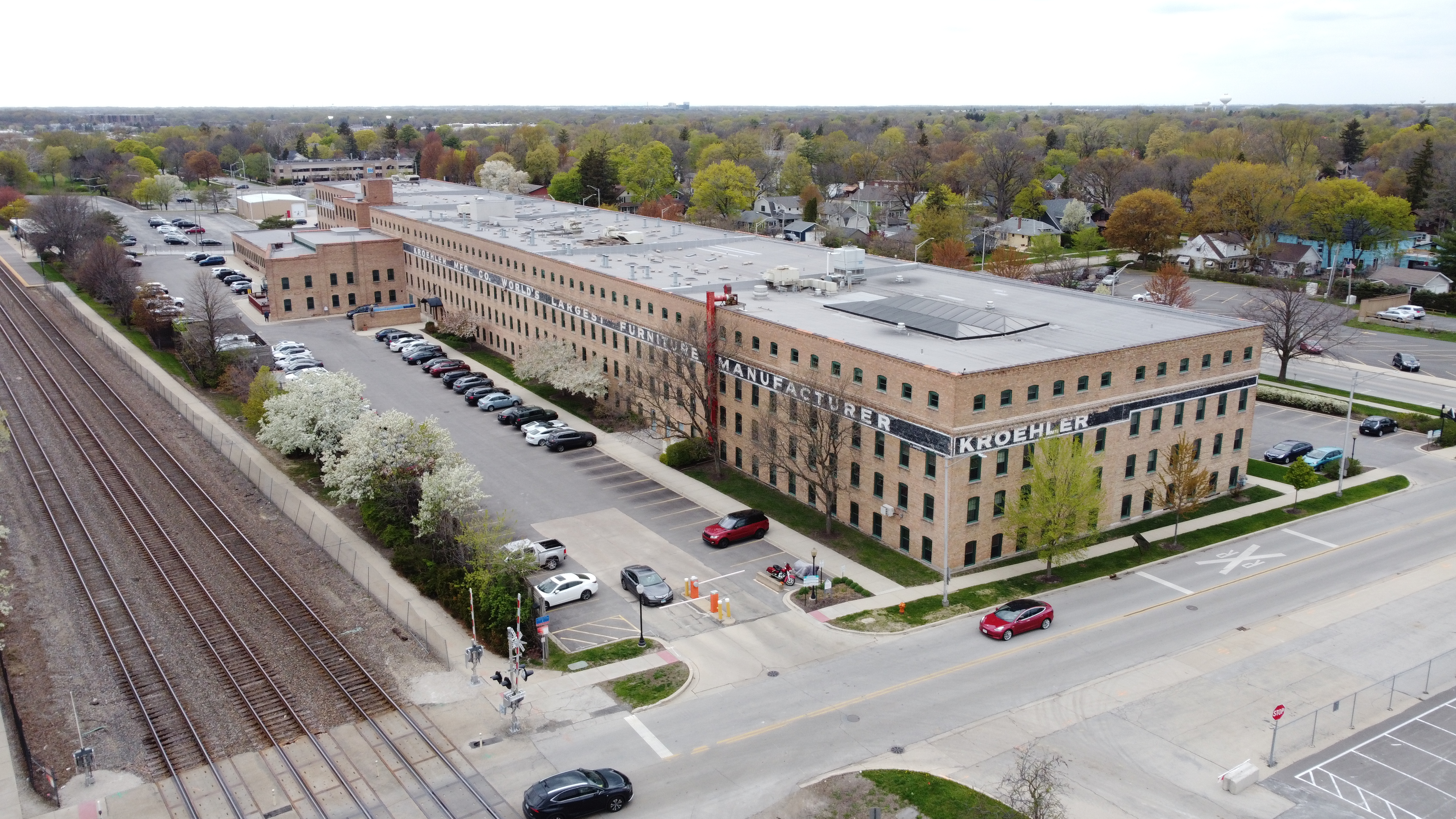
Dawna fabryka mebli

Naperville – miasto w Stanach Zjednoczonych, w stanie Illinois, w hrabstwie DuPage. Czwarte do co wielkości miasto obszaru metropolitalnego Chicago i stanu Illinois. Według danych z 2023 roku liczy 150,2 tys. mieszkańców. Jest jedynym miastem w metropolii Chicago mającym ponad 100 tys. mieszkańców, w którym większość stanowią biali niebędący Latynosami (8,1% deklaruje polskie pochodzenie). Posiada dużą populację hinduską (12,7%).
Miasto znajdujące się w sąsiedztwie miasta Aurora, leży ok. 45 km na zachód od Chicago. W latach 1990–2000 liczba ludności wzrosła o 50,4% do 141,6 tys. osób. 
Miasto zostało założone w 1831 roku przez Josepha Napera, polityka i przedsiębiorcę. W Naperville znajdują się liczne oddziały znanych firm jak Western Electric, Amoco, Bell Labs stąd szybki wzrost liczby ludności. 
W 2022 r. magazyn Money sklasyfikował Naperville na 16. miejscu na liście „100 najlepszych miejsc do życia w Stanach Zjednoczonych”. Przez miasto przebiegają autostrady 55 i 88. W zachodniej części miasta znajduje się prywatne lotnisko kod: LL-10.

## Ludność
Według danych pięcioletnich z 2022 roku, 63,6% mieszkańców identyfikowało się jako biali niebędący Latynosami, 21% miało pochodzenie azjatyckie (w większości Hindusi), 6,9% mieszkańców stanowili Latynosi, 6% było rasy mieszanej, 4,6% to czarni lub Afroamerykanie i 0,14% rdzenni Amerykanie. 21,9% mieszkańców urodziło się poza granicami Stanów Zjednoczonych. 
Średni dochód gospodarstwa domowego (dane z 2022) w Naperville wynosi 143 754 dolarów, zaś dochód na mieszkańca 67 706 dolarów. 4,3% mieszkańców żyje poniżej relatywnej granicy ubóstwa.

## Związani z Naperville
- Evan Lysacek – łyżwiarz figurowy
- Marisol Nichols – aktorka
- Anthony Parker – gracz NBA dla Toronto Raptors
- Robert Zoellick – Deputowany do Secretary of State

## Miasta partnerskie
Miasta partnerskie Naperville:
- Nitra, Słowacja
- Pátzcuaro, Meksyk
- Cancún, Meksyk